# Усадьба М. П. Водовозовой — М. П. Солина
Ансамбль усадьбы М. П. Водовозовой — М. П. Солина — архитектурный ансамбль в историческом центре Нижнего Новгорода. Построен в 1840—1841 годах по проекту Афанасия Турмышева и Георга Кизеветтера
В ансамбль входят пять элементов застройки: главный дом, служебный корпус, каменная ограда с воротами, подпорными стенами и брандмауэром, фонтан и подпорные стенки и лестницы террас сада.

## История
Усадьба расположена в старинной Благовещенской слободе, под стенами древнего Благовещенского монастыря. Территория слободы, простирающаяся по прибрежной полосе и части окского откоса, сохранила историческую застройку по улице Черниговской и частично по Мельничному переулку. Самый ранний из обнаруженных документов относящихся к домовладению датируется 1840-м годом, когда участок принадлежал купчихе Марии Водовозовой, при которой был возведён одноэтажный дом в стиле русского классицизма. Уже в 1871 году участком владела Зиновия Петровна Косарева. В этот период на участке значился трёхэтажный каменный дом, сохранившийся в своей основе до настоящего времени. К 1871 году усадьба перешла во владение купца Андрея Михайловича Водовозова. На территории существовал только деревянный на каменном полуэтаже дом, перешедший от З. П. Косаревой, находившийся в ветхом состоянии.
В 1882 году на усадьбе А. М. Водовозовым был возведён уже трёхэтажный каменный дом. В 1884 году усадьба стала совместной собственностью А. М. Водовозова и его жены Марии Платоновны Водовозовой. После смерти мужа в 1886 году она унаследовала всё его недвижимое имущество. Перед этими событиями, в 1885 году на участке были выстроены деревянные службы, а в 1886 году Городской управой утверждён проект на пристройку к трёхэтажному дому галереи. В 1888 году перестроен дом постройки 1840 года.    
В 1905 году усадьба перешла в собственность купеческой семьи Солиных. Род Солиных, представлявший собой желнинских купцов, торговавших рыбой, владел речными судами на Волге. Степан Петрович Солин оставил детям крупное состояние, которое позволило им жить безбедно. Он же приобрёл усадьбу в Благовещенской слободе у купчихи Водовозовой. Сын С. П. Солина, Михаил Степанович, получил усадьбу в наследство, по традиции того времени записал её на имя свой жены Аполлинарии Михайловны и занялся капитальной перестройкой домовладения. Вскоре на месте скромного усадебного дома был выстроен особняк.
Значительные строительные работы 1905—1910-х годов включали: двухэтажный пристрой со стороны террасы к основному объёму трёхэтажного главного дома; снос дома постройки 1840 года; перестройку главного дома; возведение массивной ограды вдоль улицы; возведение каменного хозяйственного корпуса; благоустройство территории — подпорные стенки, фонтан, разбивка сада. К 1910-м годам усадьба приобрела завершённый вид, в общем дошедший до наших дней.  
Главный дом усадьбы стал напоминать многоэтажные итальянские городские особняки эпохи раннего Возрождения XV века — палаццо. Его отличали строгие формы, каменная кладка стен и большие окна. Однако масштаб здания был значительно меньше, чем итальянские прототипы. Богатую архитектурную обработку получил главный фасад, выходящий в переулок, задний фасад был украшен скупо. Многие детали экстерьера не имеют аналогов в архитектуре Нижнего Новгорода. Арочные окна второго этажа были украшены лепниной, крыша — вазонами и парапетами, потолки — декоративной росписью. Украшали здание искусно сработанные барельефы. На фасаде был устроен грандиозный балкон, с которого можно было наблюдать Нижегородскую ярмарку и Стрелку. Во дворе разбит сад с фонтаном.
В советский период усадьба была экспроприирована, в ней разместился отдел чрезвычайной комиссии на водном транспорте. Позднее усадьба часто меняла хозяев. К концу XX века комплекс усадьбы пришёл в упадок.
В современный период усадьба долгое время была заброшена и разграблена: украли дубовый паркет, изразцы печей, парапетные столбы, вазоны с крыши, чугунное литьё, садовый фонтанчик и фонарь у подъезда. В 1993 году была куплена частным собственником и отреставрирована по проекту НИП «Этнос» с воссозданием оригинальных интерьеров в 1999 году.

## Архитектура
Главный дом усадьбы выстроен в несколько этапов:
- 1-й этап — первоначальная постройка здания с мезонином с дворового фасада в конце 1860-х годов;
- 2-й этап — в 1886—1887 годах к дому пристроена галерея;
- 3-й этап — в 1905—1910 годах к трёхэтажному объёму пристроен двухэтажный, перестройка трёхэтажного корпуса с ликвидацией мансарды, переустройством интерьеров, появлением расписных плафонов в комнатах, новым оформлением фасадов, устройством балкона;
- 4-й этап — перепланировка помещений под коммунальные квартиры в 1920-х годах;
- 5-й этап — уничтожен кирпичный парапет при ремонте кровли в 1970-х годах;
- 6-й этап — воссоздание экстерьера и интерьеров на период начала XX века в 1993—1999 годах.

В настоящее время главный дом состоит из двух объёмов: трёхэтажного и двухэтажного, пристроенного с юго-западного угла. Главный корпус сложен из кирпича, окна украшены тянутыми штукатурными наличниками, более декоративными на северном (обращённом к улице) фасаде. Здесь же расположен балкон в уровне третьего этажа. С запада пристроена галерея для перехода в двухэтажную часть. На третьем этаже над галереей устроена терраса с кровлей на литых металлических столбах. Главный вход имеет вид пристроенного кирпичного тамбура, украшенного профилированными тягами, пилястрами, с севера к нему примыкает галерея, ведущая к каменной калитке ограды усадьбы. Двухэтажный корпус имеет скромное архитектурно решение, а основной, напротив, отличается изящным убранством, разнообразными малыми архитектурными формами и сохранившимися интерьерами, включающими в себя лепнину, произведения декоративного искусства и настенную живопись.
Служебный корпус представляет собой двухэтажное кирпичное здание. Первоначально включало одноэтажную конюшню и двухэтажный корпус служб. В советское время конюшня надстроена вторым этажом при приспособлении под жильё. Протяжённый северо-западный фасад имеет двухэтажный центральный ризалит, выполненный в готическом стиле, фланкированный двумя массивными пилястрами.
Ограда с воротами представляет собой каменное ограждение, ступенчатое, в верхней части — ажурная металлическая решётка между каменными столбиками. Калитка устроена в виде массивного портала с арочным завершением.             
- Вид от начала Мельничного переулка.
- Каменная калитка усадьбы.
- Внутренний двор.